# Свети Атанасий (Желево)
Вижте пояснителната страница за други значения на Свети Атанасий.
„Свети Атанасий“ или „Свети Атанас“, наричана Долна църква (на гръцки: Αγίου Αθανασίου), е българска възрожденска православна църква в костурското село Желево (Андартико), Егейска Македония, Гърция.

## Местоположевие
Църквата е гробищен храм, построен южно от селото.

## История
Църквата е изградена в 1882 година според ктиторския надпис в югоизточния ъгъл. Инициативата е на водачите на българската партия в селото хаджи Павле Янков и Павел Николов Ташов. Строежът обаче спира за три години, поради клевети от страна на гъркоманите, че се строи кула, а не църква. Църквата е изписана, като надписите са на български, но гръцкият владика Никифор I Костурски отказва да я освети, докато не бъдат премахнати славянските надписи. Надписите са заменени с гръцки и са възстановени в 1908 година, когато са изрисувани и стенописите от лазарополските майстори Георги и сина му Никола.

## Описание
Църквата притежава красив резбован иконостас. Ценни също така са владишкият трон и амвонът, които също са оригинални от XIX век.